# Vojtěch Švancar
Vojtěch Švancar (* 12. května 2008 Benešov) je český lední hokejista hrající na postu útočníka.

## Život
S hokejem začínal ve svém rodném městě, v tamním klubu Lev Benešov. Poté přešel do pražské Slavie. V sezóně 2022/2023 nastupoval za její výběr do patnácti let a následující ročník (2023/2024) za tým do sedmnácti let. Během sezóny 2024/2025 sice stále patřil do kádru výběru do sedmnácti let, nicméně objevil se rovněž mezi muži, a to jak v letní přípravě v utkání proti celku VER Selb, tak poté rovněž v soutěžních zápasech. Prvně 13. listopadu 2024 proti Sokolovu (1:2). O tři dny později (16. listopadu) vsítil za slávistické muže ve svém druhém soutěžní utkání i premiérový gól, když rozhodl v prodloužení utkání s Kolínem (1:0).